# Восточная (приток Восточной Якшанги)
Восточная — река в России, протекающая в Поназыревском районе Костромской области. Левый приток реки Восточная Якшанга. Длина Восточной примерно 8 км. Река протекает по берёзовым, осиновым и липовым лесам, населённых пунктов по берегам реки нет. Примерно в 4 км к юго-западу от устья расположен посёлок Якшанга. Высота устья — 118 м над уровнем моря.